# Deutschordensburg

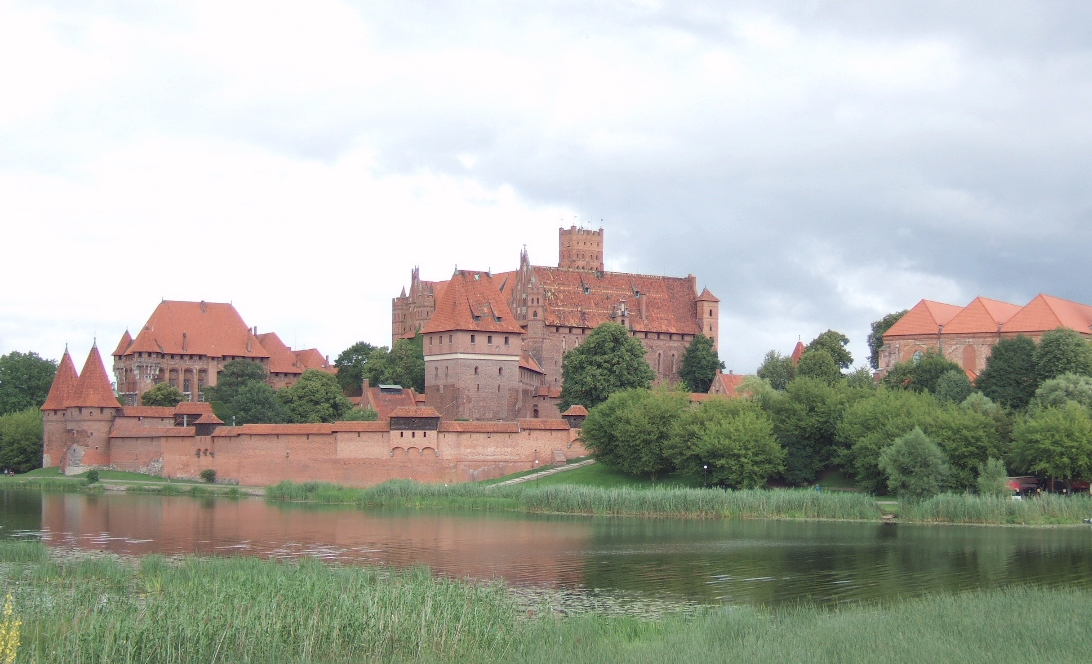
Marienburg, seit 1309 Sitz des Hochmeisters

Auf dem Gebiet des Deutschordensstaats entstanden ab dem 13. Jahrhundert zahlreiche Ordensburgen. Sie dienten der Mission als geistliche und als weltliche Stützpunkte: als Klöster und als Burgen. Sie waren häufig auch Sitz von Kommenden des Deutschen Ordens und Vogteien des Ordens.
Der Orden als Hauptträger der Landesverteidigung musste vor allem an eine schnelle Befestigung der strategisch wichtigen Punkte verfolgen, wobei die von den Schwertbrüdern erprobte Taktik übernommen wurde, die Festungen auf bestehenden Burgbergen und Wallburgen der einheimischen Völker der Prußen, Liven, Letten oder Esten, die aus rasch aufgeworfenen Holz- und Erdbefestigung bestanden, aufzubauen.

## Lage und Erhaltung
Bekannte Ordensburgen wurden vom Schwertbrüderorden und vom Deutschen Orden im Bereich der südöstlichen Ostseeküste angelegt. Ihr Verbreitungsgebiet erstreckt sich von Westpreußen über Ostpreußen, Litauen und Lettland bis Estland. Typisch für die Ordensburgen ist die Bauweise im Stil der norddeutschen Backsteingotik und die Anlage als Wasserburg, da sich die Burgen meistens im Flachland befanden und daher relativ ungeschützt waren.
Einige der Ordensburgen sind bis heute erhalten geblieben (bzw. sind wieder aufgebaut worden) und werden jetzt touristisch genutzt; das bekannteste Beispiel ist die Ordensburg Marienburg an der Nogat. Einige Burgen wurden zweckentfremdet, so etwa die Burg Labiau in Ostpreußen (im heute russischen Polessk), in der nach dem Zweiten Weltkrieg eine Bäckerei und Werkstätten untergebracht wurden. Viele Burgen überdauerten als Ruine (darunter Balga). Einige Burgen worden restlos zerstört, darunter die in Königsberg.

### Im heutigen Polen
- Burg Allenstein in Olsztyn
- Schloss Angerburg in Węgorzewo
- Burg Bäslack in Bezławki
- Ordensburg Barten in Barciany
- Ordensburg Braunsberg in Braniewo
- Burg Bütow in Bytów
- Burg Elbing in Elblag
- Burg Engelsburg in Pokrzywno
- Ordensburg Gilgenburg in Dąbrówno

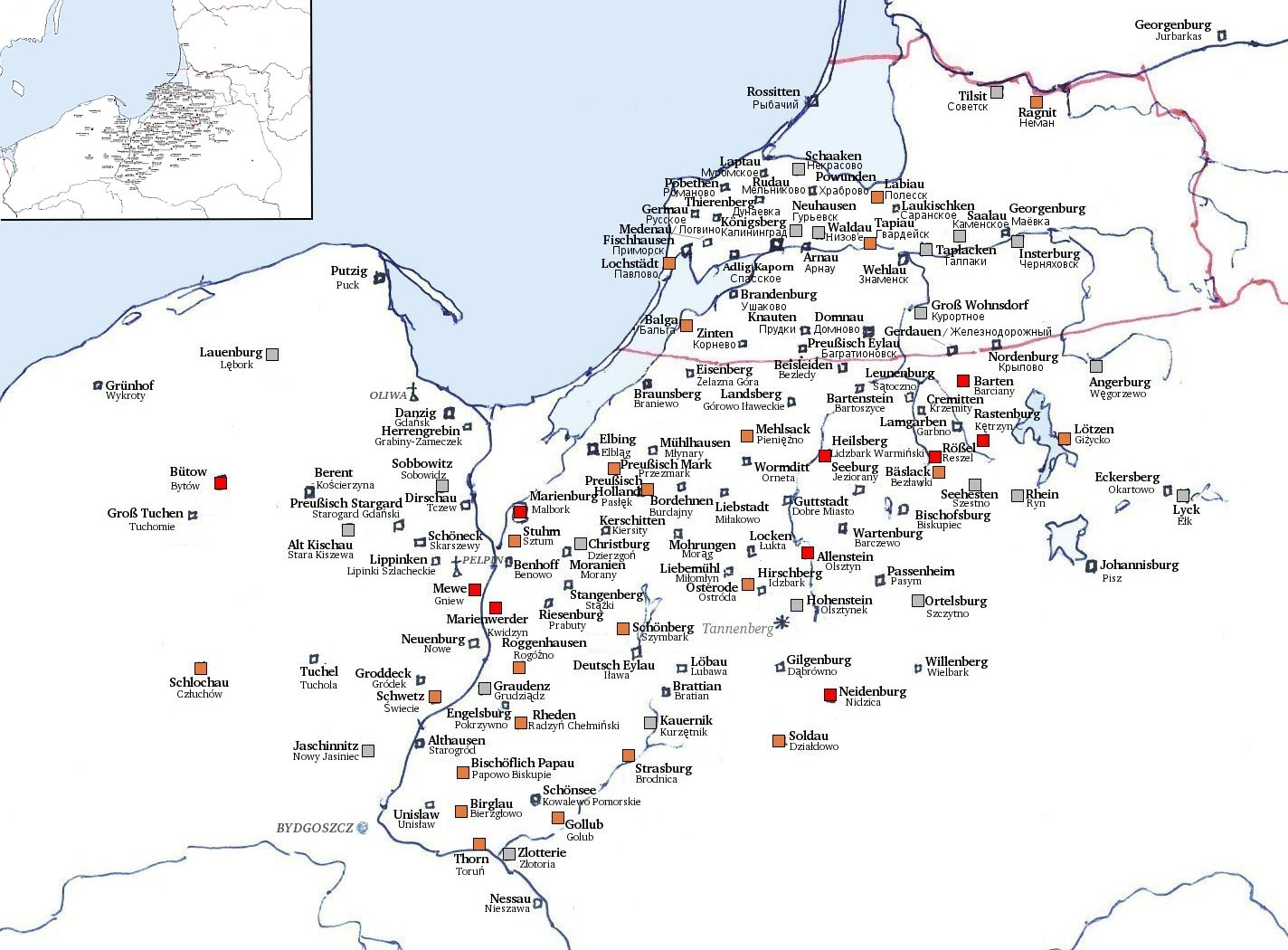
Ordensburgen in Preußen

- Burg Heilsberg in Lidzbark Warmiński
- Ordensburg Hohenstein in Olsztynek
- Ordensburg Lauenburg in Lębork
- Burg Lötzen in Giżycko
- Burg Lyck in Ełk
- Ordensburg Marienburg in Malbork
- Burg Marienwerder in Kwidzyn
- Burg Mehlsack in Pieniężno
- Burg Mewe in Gniew
- Ordensburg Mohrungen in Morąg
- Neidenburg in Nidzica
- Burg Ortelsburg in Szczytno
- Burg Osterode in Ostróda
- Burg Rastenburg in Kętrzyn
- Ordensburg Rheden in Radzyń Chełmiński
- Burg Rhein in Rhyn
- Burg Rößel in Reszel
- Burg Schlochau in Człuchów
- Burg Schönberg in Szymbark
- Burg Soldau in Działdowo
- Burg Wartenburg in Barczewo

### In der heutigen Exklave Kaliningrad und in Litauen
- Balga in Wesjoloje

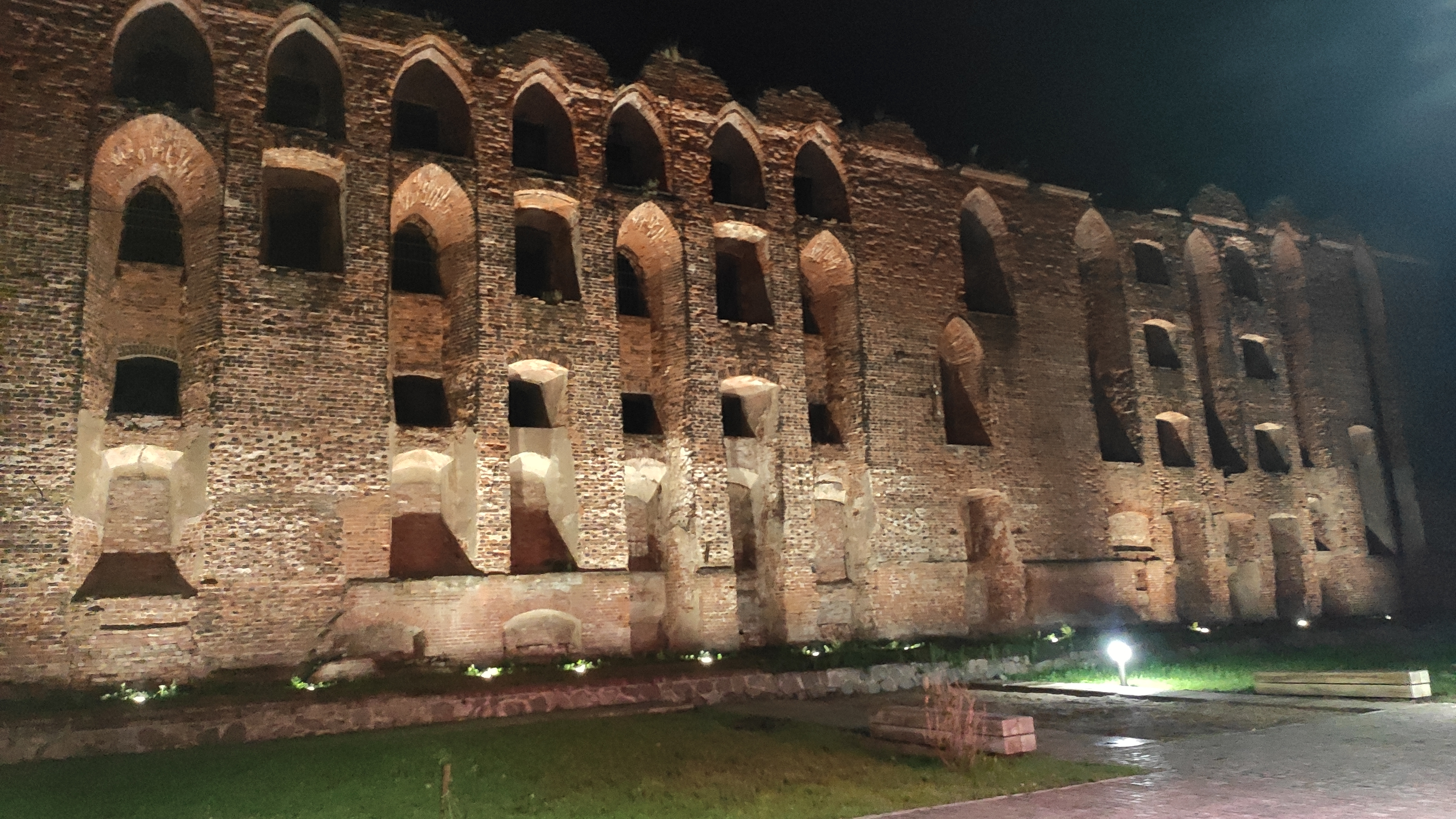
Burg Ragnit

- Königsberger Schloss in Kaliningrad
- Burg Insterburg in Tschernjachowsk
- Burg Ragnit in Neman
- Burg Georgenburg in Otradnoje
- Burg Gerdauen in Gerdauen
- Burg Groß Wohnsdorf in Kurortnoje
- Burg Labiau in Labiau
- Burg Laukischken in Laukischken
- Burg Lochstedt in Pawlowo
- Memelburg in Klaipėda
- Burg Saalau in Kamenskoje
- Burg Schaaken in Nekrassowo
- Burg Tapiau in Gwardeisk
- Burg Taplacken in Talpaki
- Ordensburg Brandenburg in Uschakowo
- Burg Preußisch Eylau in Bagrationowsk
- Ordensburg Tilsit
- Ordensburg Waldau in Nisowje

### Im heutigen Lettland
- Burg Adsel in Gaujiena
- Ordensburg Alswangen in Alsunga
- Ordensburg Altona
- Ordensburg Arrasch in Āraiši
- Burg Ascheraden bei Aizkraukle

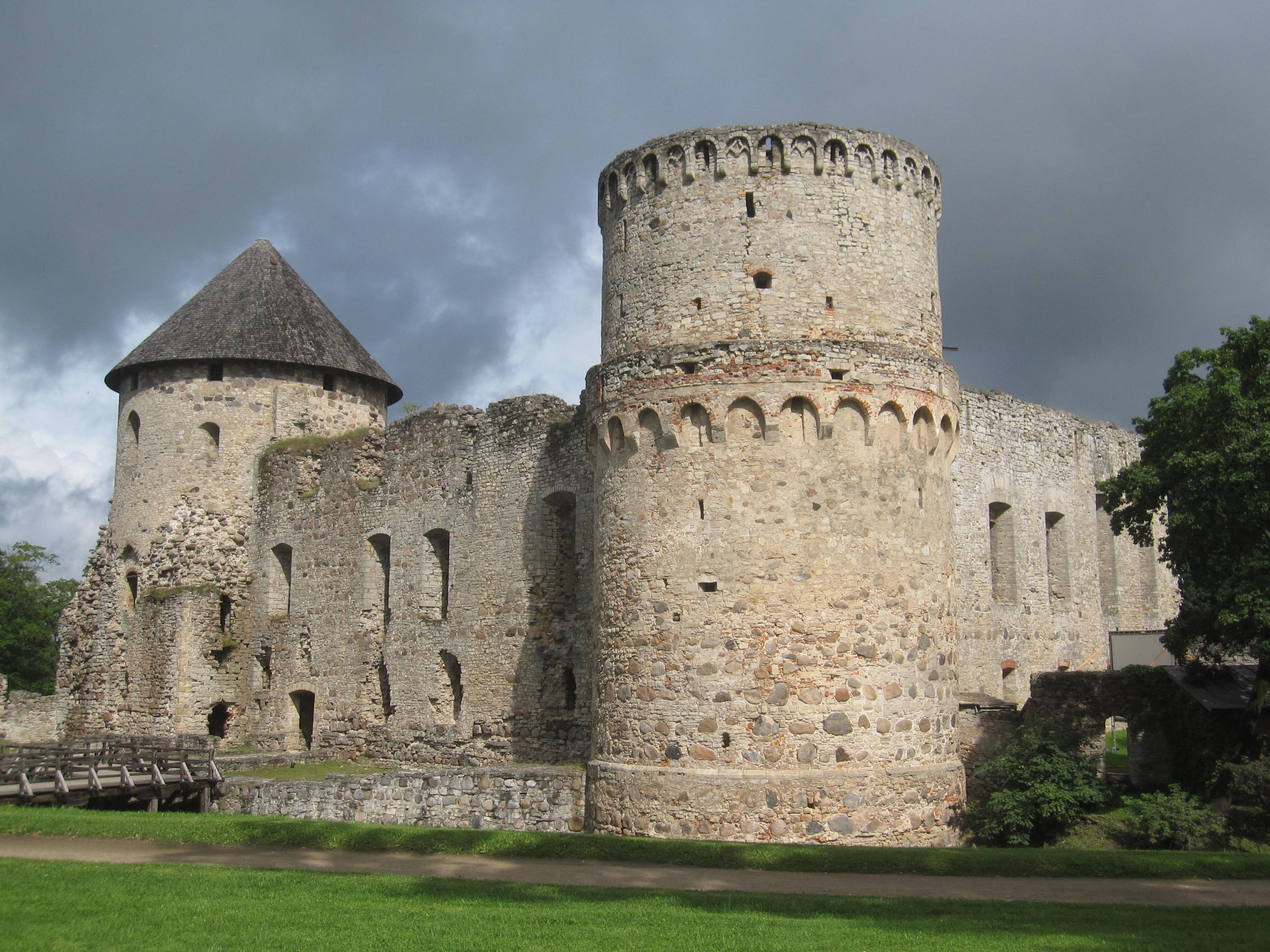
Ruine der Ordensburg in Wenden. Sitz der Landmeister in Livland.

- Deutschordensburg Bauske in Bauska
- Burg Burtneck bei Burtnieki
- Ordensburg Doblen bei Dobele
- Deutschordensburg Dondangen in Dundaga
- Ordensburg Durben in Durbe
- Ordensburg Dünaburg in Daugavpils
- Burg Dünamünde in Daugavgrīva (Dünamünde)
- Ordensburg Ermes in Ērģeme
- Ordensburg Frauenburg in Saldus
- Ordensburg Goldingen in Kuldīga
- Ordensburg Grobin in Grobiņa
- Ordensburg Hasenpoth bei Aizpute
- Burg Hofzumberge in Tērvete
- Ordensburg Jürgensburg in Zaube
- Ordensburg Kandau bei Kandava
- Burg Kreslawka in Krāslava
- Burg Lemburg in Mālpils
- Ordensburg Ludsen bei Ludza
- Burg Marienburg bei Alūksne
- Ordensburg Mitau in Jelgava
- Ordensburg Neuendorf in Jaunpils
- Burg Neuermühlen in Ādaži
- Burg Neuhausen bei Valtaiķi
- Ordensburg Neu-Kirchholm bei Salaspils
- Ordensburg Nitau in Nītaure
- Schloss des Livländischen Ordens in Rīga
- Ordensburg Rodenpois in Ropaži
- Ordensburg Rositen in Rēzekne
- Ordensburg Rujen in Rūjiena
- Burg Schlockenbeck in Milzkalne
- Burg Schrunden in Skrunda
- Burg Schujen in Skujene
- Schwertbrüderordensburg Segewold in Sigulda
- Burg Selburg in Selburg
- Burg Talsen in Talsi
- Burg Terweten in Tērvete
- Ordensburg Trikaten in Trikāta
- Ordensburg Tuckum in Tukums
- Ordensburg Wenden in Cēsis
- Ordensburg Windau in Ventspils
- Ordensburg Wolkenburg in Volkenbergas pils
- Ordensburg Wolmar in Valmiera
- Burg Zabeln in Sabile

### Im heutigen Estland
- Helme (Helmet)
- Karksi (Karkus)
- Burg Lais
- Lihula (Leal)
- Maasilinn (Soneburg)
- Narva (Narwa)
- Paide (Weissenstein)
- Põltsamaa (Oberpahlen)
- Pärnu (Pärnu)
- Pöide (Peude)
- Rakvere (Wesenberg)
- Tallinn (Reval)
- Tarvastu (Tarwast)
- Toolse (Tolsburg)
- Vasknarva (Nyslott)
- Burg Fellin

siehe auch: 

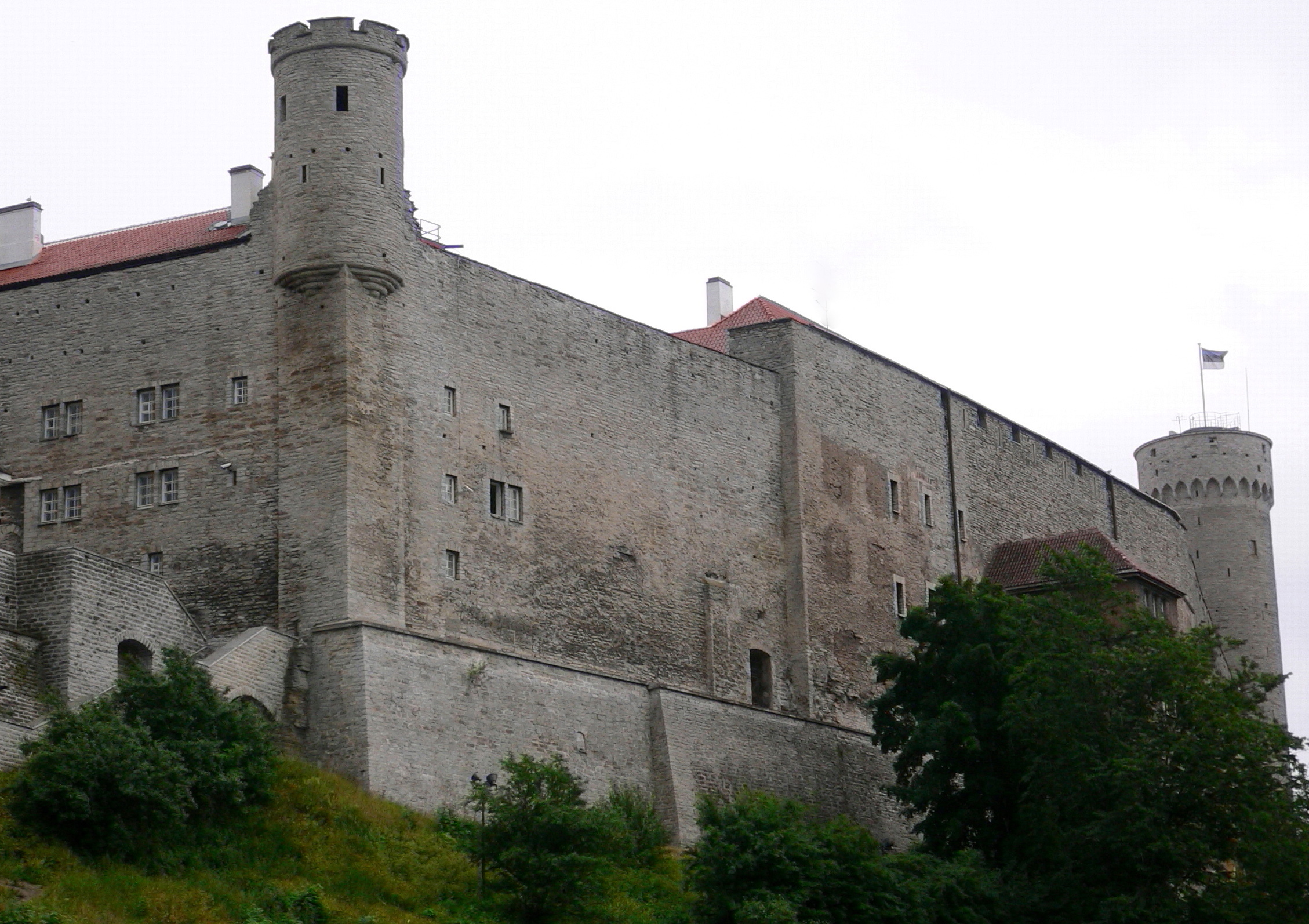
Castrum Danorum in Tallinn, heute Sitz des Riigikogu

- Kommenden des Deutschen Ordens im Meistertum Livland
- Kommenden des Deutschen Ordens im Meistertum Preußen